# Николау, Мариос (футболист, 1983)
Мариос Николау (греч. Μάριος Νικολάου; 4 октября 1983, Лимасол, Кипр) — кипрский футболист, полузащитник. Выступал за сборную Кипра.

## Биография

### Клубная карьера
Дебютировал в чемпионате Кипра в составе клуба «Арис» (Лимасол), в котором провёл четыре сезона, причём два из них в высшей лиге и два во втором дивизионе. В 2002 году игрок подписал контракт с клубом «Омония» (Никосия). В составе команды Николау стал чемпионом Кипра, однако закрепиться в команде так и не смог и за два сезона сыграл за команду лишь 8 матчей. В 2004 году он вернулся в «Арис», в первый же сезон с которым снова вылетел из высшей лиги, а через сезон вышел обратно в элиту. 
В 2007 году Николау подписал контракт с клубом высшей лиги Греции «Паниониос». В Греции он выступал на протяжении трёх сезонов и был твёрдым игроком основы. В 2010 перешёл в кипрский АЕЛ Лимасол. В его составе он выиграл чемпионат Кипра в сезоне 2011/12, а в следующем сезоне принял участие во всех 6 матчах клуба на групповой стадии Лиги Европы УЕФА, был капитаном команды. Покинул АЕЛ в 2015 году, после чего перешёл в клуб высшей лиги Греции «Левадиакос», а в марте 2016 года на правах свободного агента перебрался в финский «Интер» (Турку). Летом того же года он вернулся в АЕЛ, где отыграл ещё два сезона и завершил карьеру по окончании сезона 2017/18.

### Карьера в сборной
Дебютировал за сборную Кипра 22 августа 2007 года в победном для Кипра матче квалификации чемпионата Европы 2008 против сборной Сан-Марино (1:0), в котором появился на замену уже на 24-й минуте вместо Христоса Марангоса. В сборной Николау быстро стал основным игроком и за карьеру в национальной сборной сыграл 55 матчей, однако последние два года в основном выходил на замену в концовке матчей. Единственный мяч за сборную Кипра забил в ворота сборной Словакии 11 февраля 2009 года.

## Достижения
«Омония» Никосия
- Чемпион Кипра: 2002/03

АЕЛ Лимасол
- Чемпион Кипра: 2011/12